# دستور أوسيتيا الشمالية-ألانيا

شعار أوسيتيا الشمالية.

دستور أوسيتيا الشمالية-ألانيا (بالروسية: Конституция Республики Северная Осетия - Алания) هو القانون الأساسي لـ أوسيتيا الشمالية-ألانيا الذي اعتمدته حكومة أوسيتيا الشمالية في 12 نوفمبر 1994. وقد تم تعديله 12 مرة منذ التصديق عليه، وكان التعديل الأخير هو تم التصديق عليه في 10 مايو 2017.

## التاريخ
اعتمد دستور أوسيتيا الشمالية من قبل المجلس الأعلى للجمهورية في 12 نوفمبر 1994 وتم إجراء التغييرات 4 مرات. يتعلق الأخير بإجراءات انتخاب رئيس الجمهورية، والآن يتم تعيينه من قبل رئيس الاتحاد الروسي ويوافق عليه برلمان الجمهورية. نُشر نص دستور الجمهورية للسكان المحليين وتباع نسخه بحرية على أراضي الجمهورية.